# Cáceres (Antioquia)

Brasao de Cáceres

Bandeira de Cáceres

Locaização de Cáceres, no departamento de Antioquia

Cáceres é uma cidade e município da Colômbia, no departamento de Antioquia. Localiza-se a 230 quilômetros a nordeste de Medellín, a capital do departamento.